# Jurij Głazkow
Jurij Nikołajewicz Głazkow ros. Юрий Николаевич Глазков (ur. 2 października 1939 w Moskwie, zm. 9 grudnia 2008) – radziecki kosmonauta, generał major lotnictwa, Lotnik Kosmonauta ZSRR.

## Wykształcenie, służba wojskowa i działalność pozazawodowa
- 1954 – ukończył 7 klas szkoły średniej w Moskwie.
- 1957 – został absolwentem Wojskowej Szkoły im. Suworowa w Stawropolu (Ставропольское суворовское военное училище).
- 1962 – po ukończeniu Wyższej Wojskowej Szkoły Lotniczo-Inżynierskiej w Charkowie uzyskał tytuł inżyniera-elektryka i został przedstawicielem wojska w zakładach nr 686.
- 1963 – od grudnia rozpoczął służbę w głównym zarządzie broni rakietowej (ГУРВО) wojsk rakietowych strategicznego przeznaczenia (РВСН). Uczestniczył w startach wielu rakiet.
- 1974 – otrzymał tytuł kandydata nauk technicznych.
- 1991 – po obronie pracy doktorskiej otrzymał tytuł doktora nauk technicznych. 25 października został członkiem rzeczywistym (akademikiem) Rosyjskiej Akademii Kosmonautyki im. K. E. Ciołkowskiego. W listopadzie tego samego roku został członkiem Związku Pisarzy Rosji.
- 1993 – został członkiem rzeczywistym: Międzynarodowej Akademii Informatyzacji (28 maja), Rosyjskiej Akademii Nauk Medyczno-Technicznych (15 czerwca).
- 1994 – został profesorem katedry mechaniki analitycznej Moskiewskiego Państwowego Instytutu Technologii im. K. Ciołkowskiego.
- 1999 – 2 października został członkiem Międzynarodowej Akademii Astronautycznej (International Academy of Astronautics – IAA).
- 2000 – 29 lutego rozkazem Prezydenta Federacji Rosyjskiej został, z uwagi na wiek, zwolniony z armii i przeniesiony do rezerwy.

## Kariera kosmonauty i służba w Centrum Wyszkolenia Kosmonautów
- 1965 – po przejściu badań lekarskich w Centralnym Wojskowym Naukowo-Badawczym Szpitalu Lotnictwa (ЦВНИАГ) 28 października został przyjęty do trzeciej grupy kosmonautów radzieckich sił powietrznych. Był jednym z 22 zatwierdzonych kandydatów.
- 1965–1967 – przeszedł podstawowe przeszkolenie przygotowujące do lotu w kosmos.
- 1968–1970 – wraz z innymi kosmonautami szkolił się w ramach programu 7K-WI (wojskowa wersja Sojuza).
- 1970-1972 – od sierpnia rozpoczął trening w ramach programu Ałmaz – wojskowej stacji kosmicznej. Był operatorem łączności oraz kierownikiem grupy operatorów łączności podczas kierowania załogowymi lotami kosmicznymi. Brał udział w naziemnych oraz lotniczych testach różnych systemów stacji Ałmaz.
- 1972–1973 – razem z Jewgienijem Chłudiejewem prowadzili 35-dniowe naziemne testy stacji kosmicznej Ałmaz.
- 1974 – jako kierownik grupy operatorów łączności ze stacją orbitalną Ałmaz pracował na statkach Akademii Nauk ZSRR „Kosmonauta Jurij Gagarin” oraz „Kosmonauta Władimir Komarow”.
- 1975–1976 – razem z Wiktorem Gorbatką przechodził szkolenie do pierwszej misji na stację kosmiczną Salut 5 (ОПС-103). Był inżynierem pokładowym w trzeciej (rezerwowej) załodze.
- 1976 – od lipca do października ponownie wspólnie z Wiktorem Gorbatką, w załodze dublerów, trenował do lotu drugiej podstawowej wyprawy na pokład stacji kosmicznej Salut 5. Podczas startu statku kosmicznego Sojuz 23 był dublerem inżyniera pokładowego. Po nieudanej misji Sojuza 23 obaj kontynuowali dalsze szkolenie, ale już jako załoga podstawowa.
- 1977 – od 7 do 25 lutego uczestniczył w locie Sojuza 24.
- 1977–1979 – wspólnie z grupą innych kosmonautów przygotowywał się do lotu w ramach programu Ałmaz.
- 1979–1982 – brał udział w przygotowaniach do eksperymentalnego lotu nowego załogowego statku kosmicznego TKS (Траспортный корабль снабжения). Uczestniczył też w naziemnych testach tego pojazdu.
- 1982 – 26 stycznia został mianowany naczelnikiem jednego z wydziałów Centrum Wyszkolenia Kosmonautów im. J. Gagarina i tym samym przestał być członkiem oddziału kosmonautów.
- 1983–1985 – już po formalnym opuszczeniu oddziału wziął udział w treningu grupy kosmonautów szkolonych do obsługi urządzenia Pion-K zainstalowanego na statku TKS-4 (ostatecznie wystrzelonego jako bezzałogowy Kosmos 1686).
- 1986 – był zastępcą naczelnika 2 zarządu Centrum ds. prac naukowo-badawczych i doświadczalnych.
- 1989 – został mianowany zastępcą naczelnika Centrum Wyszkolenia Kosmonautów ds. naukowych.
- 1992 – 2 kwietnia powierzono mu funkcję I zastępcy naczelnika Centrum Wyszkolenia i naczelnika ds. przygotowań kosmicznych i lotniczych. Był członkiem międzynarodowych komisji ds. bezpieczeństwa lotu w projektach Mir–Shuttle, Mir–NASA i Międzynarodowej Stacji Kosmicznej. Był ekspertem zajmującym się programami kosmicznymi Federacji Rosyjskiej.
- 2000 – 29 lutego, po zakończeniu służby wojskowej, zakończył też służbę w Centrum Wyszkolenia Kosmonautów.

## Po opuszczeniu oddziału kosmonautów
Od maja 2000 został głównym pracownikiem naukowym Rosyjskiego Państwowego Naukowo-Badawczo-Doświadczalnego Centrum Wyszkolenia Kosmonautów im. J. Gagarina (РГНИИ ЦПК).

## Publikacje
Autor ponad 70 prac naukowych i 2 monografii oraz książek:
- „Problemy bezpieczeństwa załóg i zadania zarządzania podczas lotu kosmicznego” (Проблемы безопасности экипажей и задачи управления в космическом полете) – 1973,
- „Na orbicie poza statkiem” (На орбите вне корабля) – 1977 (współautor),
- „Statek kosmiczny na orbicie” (На орбите космический корабль) – 1980,
- „Statek na orbicie” (Корабль на орбите) – 1984,
- „Ziemia nad nami” (Земля над нами) – 1986 i 1992,
- „W otwartym kosmosie” (В открытом космосе) – 1990 (współautor),
- „Fantomy (Фантомы),
- „Czarna cisza” (Черное безмолвие) i inne.

## Loty załogowe
- „Sojuz 24”

Swój pierwszy i jedyny lot w kosmos Jurij Głazkow rozpoczął na pokładzie statku kosmicznego Sojuz 24 7 lutego 1977. Misją dowodził Wiktor Gorbatko. Głównym celem tej misji było dotarcie na stację orbitalną Salut 5, którą pośpiesznie opuściła załoga Sojuza 21. Kosmonauci mieli zbadać, czy w atmosferze stacji znajdowały się toksyny mogące przyczynić się do pogorszenia stanu zdrowia kosmonauty Witalija Żołobowa podczas poprzedniej misji. Głazkow i Gorbatko weszli na stację orbitalną w maskach tlenowych i nie stwierdzili, aby w jej atmosferze znajdowały się niebezpieczne dla zdrowia składniki. Pomimo tego po raz pierwszy przeprowadzili całkowitą wymianę atmosfery Saluta 5. Później obaj przystąpili do realizacji zaplanowanych wcześniej zadań w tym: dokończenia prac przerwanych przez ekipę Sojuza 21 oraz obserwacji Ziemi oraz eksperymentów z dziedziny materiałoznawstwa. Według planów lot miał trwać dwa miesiące, ale zakończył się już 25 lutego 1977. Kosmonauci wylądowali w odległości 36 km od miejscowości Arkałyk.

## Nagrody i odznaczenia
- Medal „Złota Gwiazda” Bohatera Związku Radzieckiego (5 marca 1977)
- Order „Za zasługi dla Ojczyzny” III klasy (2000, Rosja)
- Order "Za zasługi dla Ojczyzny" IV klasy (1996, Rosja)
- Order Lenina (1977, ZSRR)
- Order Czerwonej Gwiazdy (1985)
- Medal „Za wyróżnienie w ochronie granic państwowych ZSRR” (1977)
- Nagroda Państwowa ZSRR (1987)
- Państwowa Nagroda Federacji Rosyjskiej (1999)
- Złoty Medal im. Konstantina E. Ciołkowskiego przyznany przez Akademię Nauk ZSRR
- Dyplom FAI im. Władimira M. Komarowa
- Universal Astronaut Insignia za lot orbitalny (nr 82, pośmiertnie) – Stowarzyszenie Uczestników Lotów Kosmicznych (Association of Space Explorers(inne języki))[2]

## Wykaz lotów
| Loty kosmiczne, w których uczestniczył Jurij N. Głazkow                  | Loty kosmiczne, w których uczestniczył Jurij N. Głazkow | Loty kosmiczne, w których uczestniczył Jurij N. Głazkow | Loty kosmiczne, w których uczestniczył Jurij N. Głazkow | Loty kosmiczne, w których uczestniczył Jurij N. Głazkow | Loty kosmiczne, w których uczestniczył Jurij N. Głazkow | Loty kosmiczne, w których uczestniczył Jurij N. Głazkow |
| №                                                                        | Data startu                                             | Statek kosmiczny                                        | Data lądowania                                          | Statek kosmiczny                                        | Funkcja                                                 | Czas trwania                                            |
| ------------------------------------------------------------------------ | ------------------------------------------------------- | ------------------------------------------------------- | ------------------------------------------------------- | ------------------------------------------------------- | ------------------------------------------------------- | ------------------------------------------------------- |
| 1                                                                        | 7 lutego 1977                                           | Sojuz 24                                                | 25 lutego 1977                                          | Sojuz 24                                                | Inżynier pokładowy                                      | 17 dni 17 godzin 25 minut i 58 sekund                   |
| Łączny czas spędzony w kosmosie – 17 dni 17 godzin 25 minut i 58 sekund. |                                                         |                                                         |                                                         |                                                         |                                                         |                                                         |